# Savoia-Marchetti S.66
El Savoia-Marchetti S.66 fue un hidrocanoa catamarán trimotor de la década de 1930, diseñado por el ingeniero Alessandro Marchetti y construido por la firma SIAI-Marchetti como un desarrollo y reemplazo de mayor tamaño del exitoso hidrocanoa bimotor Savoia-Marchetti S.55.

## Desarrollo
El S.66 fue desarrollado como una versión de mayor tamaño del S.55, a fin de reemplazar la variante civil S.55P. El S.66 era como su predecesor un hidrocanoa catamarán con alas y cascos de metal, largueros y unidad de cola similares. El piloto y copiloto operaban el avión desde una cabina cerrada, ubicada en el borde de ataque de la sección central alar. La configuración de los dos cascos-fuselaje, eran más profunda, espaciosa y de diseño interior más elegante; inicialmente cada casco contenía siete asientos, 2 literas y un lavabo. Las dos cabinas de pasajeros estaban conectadas entre sí a través de la cabina, situada en la parte central del ala como en el S.55 , y a la que se llegaba mediante una escalera. El prototipo efectuó su primer vuelo en 1931, propulsado por tres motores Fiat A.22R, con una potencia máxima de 462 kW (620 hp) montados sobre el extradós alar. La compañía construyó una serie de 23 aviones propulsados por tres motores Fiat A.24R de 520 kW (700 hp), en los cuales las literas fueron reemplazadas por cuatro asientos adicionales en cada casco.

## Usuarios
Período de entreguerras
 Italia
- Società Aerea Mediterranea - SAM
- Ala Littoria

Segunda Guerra Mundial
 Italia

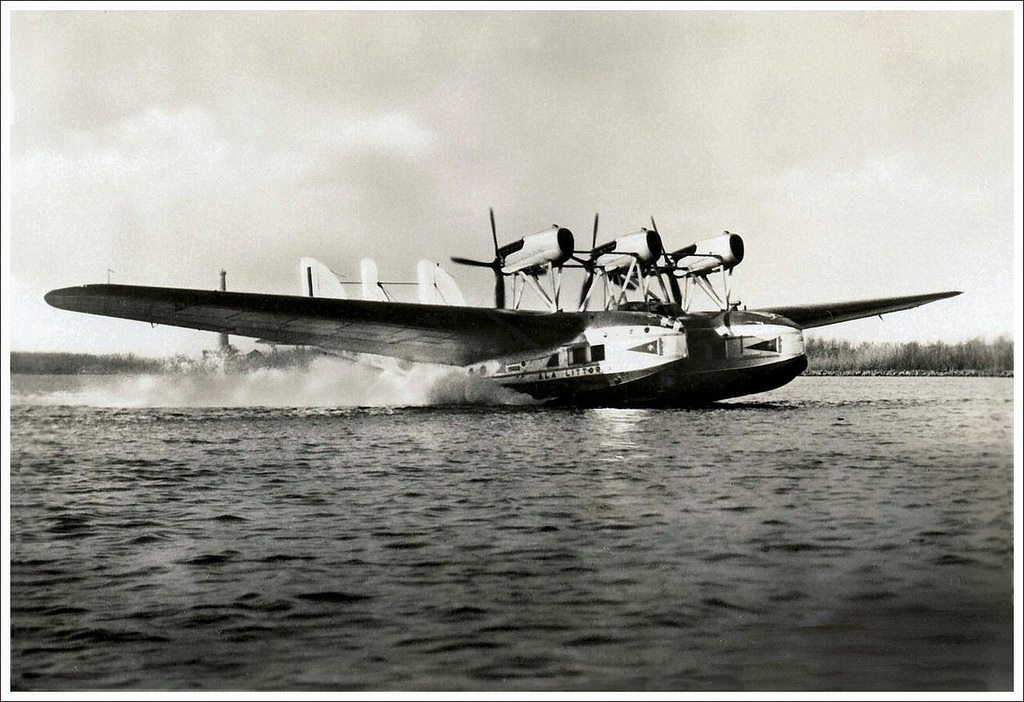
S.66 de Ala Littoria

- Regia Aeronautica empleó los S.66 para búsqueda y rescate

## Especificaciones (S.66)
Referencia datos: Enciclopedia Ilustrada de la Aviación Vol.12, pág. 2894, Edit. Delta, Barcelona 1982 ISBN 84-7598-020-1 y Ali italiane

### Características generales
- Tripulación: 3
- Capacidad: 22
- Longitud: 16,65 m
- Envergadura: 33,00 m
- Altura: 4,90 m
- Superficie alar: 126,70 m²
- Peso vacío: 7450 kg
- Peso máximo al despegue: 10950 kg
- Planta motriz: 3× Fiat A.24R V12 refrigerado por agua.
  - Potencia: 520 kW (717 HP; 707 CV) cada uno.

### Rendimiento
- Velocidad nunca excedida (Vne): 240 km/h
- Alcance: 1200 km
- Techo de vuelo: 5350 m

## Listas relacionadas
- Anexo:Hidroaviones y aviones anfibios